# Terra Nova Saddle
Terra Nova Saddle är ett bergspass i Antarktis. Det ligger i Östantarktis. Nya Zeeland gör anspråk på området. Terra Nova Saddle ligger 1 400 meter över havet.
Terrängen runt Terra Nova Saddle är bergig västerut, men österut är den kuperad. Trakten är obefolkad. Det finns inga samhällen i närheten. 